# Abdelmalek Sellal
Abdelmalek Sellal (Constantine, 1º agosto 1948) è un politico algerino.

## Biografia
Tra il 2014 e il 2017 ha ricoperto la carica di Primo ministro dell'Algeria per due mandati.